# Бер, Мишель
Мише́ль Бер де Тюри́к (9 июня 1781, Нанси — 4 июля 1843, там же) — французский адвокат, публицист и общественный деятель.

## Биография
Сын Бер-Исаака Берра. Родился в Нанси 9 июня 1781 года. Получив домашнее образование и изучив еврейский язык под руководством известного педагога Веньямина Вольфа из Бреславля, Мишель поступил на юридический факультет в Страсбурге и стал первым еврейским адвокатом во Франции.
Ещё студентом, выпустил протест против угнетения евреев, явившийся в то же время воззванием к государям Европы и озаглавленный «Призыв к справедливости народов и королей, или Обращение гражданина Франции к Люневильскому конгрессу от имени всех жителей Европы, исповедующих еврейскую религию». Эта брошюра вызвала целую волну литературы «за» и «против» среди евреев и послужила в Германии исходной точкой для юдофобской агитации.
После заключения Наполеоном конкордата с Пием VII об объявлении католицизма «религией большинства французов» (1801) Бер выступил с публичным протестом против того, что в конкордате ничего не сказано было ο вознаграждении раввинов и об обязанностях государства по отношению к ним.
Живя с 1803 года в Париже, он принимал участие в журнале «Décade philosophique», в 1806 году был призван в собрание еврейских нотаблей, а в 1807 году состоял сексетарём Синедриона.
Обратив на себя внимание императора также переводом на французский язык еврейских поэм, составленных в честь Наполеона, был им назначен начальником отделения министерства внутренних дел в только что созданном Вестфальском королевстве. По возвращении в 1809 году во Францию был назначен директором префектуры мёртского департамента, продолжая заниматься литературой; он помещал статьи преимущественно в анналах Нансийской академии; из больших его трудов к этому времени относится «Essai sur la vie et les ouvrages de Bitaubé».
В 1813 году, оставив службу, он всецело отдался литературной деятельности, став постоянным сотрудником «Mercure de France» и «Magazin encyclopédique»; в 1816 году стал читать лекции по истории немецкой литературы и перевёл с примечаниями на французский язык пьесу «Лютер» Вернера.
С 1817 по 1823 год занимал в министерстве иностранных дел должность официального переводчика с немецкого языка. Немалой заслугой Бера является его обращение в 1818 году к Аахенскому конгрессу с петицией об улучшении положения немецких евреев.
В общественной жизни он с 1820-х годов перестал играть видную роль, так как, вследствие неуживчивости и чрезмерной раздражительности, нажил себе много врагов и сделался предметом ожесточённых нападок со стороны видных общественных деятелей; несколько раз его кандидатура в центральную консисторию забаллотировывалась. Общественные неудачи отразились на его литературной деятельности, и в последние годы он чаще всего нападал на различного рода учреждения и, главным образом, на их руководителей.
Умер в Нанси в 4 июля 1843 года.

## Труды
- Notice littéraire et historique sur le livre de Job, 1807;
- Essai sur la vie et les ouvrages de Bitaubé, 1808;
- Notice sur Maimonides, 1816;
- Du rabbinisme et des traditions juives, 1822;
- De la littérature hébraïque et de la religion juive, 1829;
- De l’immortalité de l’âme chez les juifs anciens et modernes, 1822;
- De la fête du nouvel an et du jeune des expiation ou grand pardon chez les juifs, 1829;
- Nouveau précis élémentaire de l’instruction religieuse et morale à l’usage de la jeunesse française israélite, 1838;
- Rite et règlement pour le culte Israélite de Metz, 1842.